# Gruppo della stannite
Il gruppo della stannite è un gruppo di minerali con la seguente formula generale:
A2DEX4
dove:
- A = argento (Ag), rame (Cu), zinco (Zn)
- D = rame, cadmio (Cd), ferro (Fe), mercurio (Hg), zinco, argento
- E = arsenico (As), germanio (Ge), indio (In), antimonio (Sb), stagno (Sn), gallio (Ga)
- X = zolfo (S), selenio (Se).

## Minerali del gruppo della stannite
I minerali facenti parte del gruppo sono i seguenti:
- Briartite
- Černýite
- Famatinite
- Ferrokësterite
- Hocartite
- Kësterite
- Keutschite
- Kuramite
- Luzonite
- Omariniite
- Permingeatite
- Petrukite
- Pirquitasite
- Richardsite
- Stannite
- Stannoidite
- Velikite
- Zincobriartite

## Classificazione
L'ottava edizione della classificazione dei minerali secondo Dana elenca la famatinite, la luzonite e la permingeatite come solfosali piuttosto che come solfuri, ma il Fleischer’s Glossary of Mineral Species (1999) li colloca all'interno del gruppo dei solfuri di stannite. L'esame delle loro caratteristiche chimiche e strutturali indica che quest'ultima è la classificazione migliore.